# Wilhelm-Diess-Gymnasium
 (mai 2025).
La mise en forme du texte ne suit pas les recommandations de Wikipédia : il faut le « wikifier ».
Les points d'amélioration suivants sont les cas les plus fréquents. Le détail des points à revoir est peut-être précisé sur la page de discussion.
- Les titres sont pré-formatés par le logiciel. Ils ne sont ni en capitales, ni en gras.
- Le texte ne doit pas être écrit en capitales (les noms de famille non plus), ni en gras, ni en italique, ni en « petit »…
- Le gras n'est utilisé que pour surligner le titre de l'article dans l'introduction, une seule fois.
- L'italique est rarement utilisé : mots en langue étrangère, titres d'œuvres, noms de bateaux, etc.
- Les citations ne sont pas en italique mais en corps de texte normal. Elles sont entourées par des guillemets français : « et ».
- Les listes à puces sont à éviter, des paragraphes rédigés étant largement préférés. Les tableaux sont à réserver à la présentation de données structurées (résultats, etc.).
- Les appels de note de bas de page (petits chiffres en exposant, introduits par l'outil «  Source ») sont à placer entre la fin de phrase et le point final[comme ça].
- Les liens internes (vers d'autres articles de Wikipédia) sont à choisir avec parcimonie. Créez des liens vers des articles approfondissant le sujet. Les termes génériques sans rapport avec le sujet sont à éviter, ainsi que les répétitions de liens vers un même terme.
- Les liens externes sont à placer uniquement dans une section « Liens externes », à la fin de l'article. Ces liens sont à choisir avec parcimonie suivant les règles définies. Si un lien sert de source à l'article, son insertion dans le texte est à faire par les notes de bas de page.
- La présentation des références doit suivre les conventions bibliographiques. Il est recommandé d'utiliser les modèles {{Ouvrage}}, {{Chapitre}}, {{Article}}, {{Lien web}} et/ou {{Bibliographie}}. Le mode d'édition visuel peut mettre en forme automatiquement les références.
- Insérer une infobox (cadre d'informations à droite) n'est pas obligatoire pour parachever la mise en page.

Pour une aide détaillée, merci de consulter Aide:Wikification.
Si vous pensez que ces points ont été résolus, vous pouvez retirer ce bandeau et améliorer la mise en forme d'un autre article.
 (mai 2025).
Motif : Sources secondaires ?
- Archive Wikiwix
- Bing
- Cairn
- DuckDuckGo
- E. Universalis
- Gallica
- Google
- G. Books
- G. News
- G. Scholar
- Persée
- Qwant
- (zh) Baidu
- (ru) Yandex
- (wd) trouver des œuvres sur Wikidata

| 1. | Préciser le motif de la pose du bandeau. | Précisez le motif de la pose du bandeau en utilisant la syntaxe suivante : {{admissibilité à vérifier\|date=mai 2025\|motif=remplacez ce texte par le motif}}                                |
| 2. | Informer les utilisateurs concernés.     | Pensez à avertir le créateur de l'article, par exemple, en insérant le code ci-dessous sur sa page de discussion : {{subst:avertissement admissibilité à vérifier\|Wilhelm-Diess-Gymnasium}} |

 (mai 2025).
Le Wilhelm-Diess-Gymnasium de Pocking (nom officiel abrégé WDG Pocking ; souvent appelé simplement Lycée Wilhelm-Diess ; également désigné par son surnom WDG) est un lycée public gymnase reconnu par l'État, proposant deux filières : une orientation scientifique-technologique et une orientation linguistique. Situé à Pocking, en Basse-Bavière, dans le sud de l'arrondissement de Passau, cet établissement scolaire a été fondé en 1948 par Wilhelm Pliquett et Friedl Poppe comme école secondaire privée (Oberrealschule) avant de prendre le nom de Wilhelm Diess en 1986, un écrivain, poète, juriste et directeur de théâtre originaire de la région.

## Histoire

### Fondation et développement initial
Le lycée actuel a été fondé en 1948 par Wilhelm Pliquett et Friedl Poppe en tant qu'école secondaire privée. À l'époque, la taille moyenne des classes était de 46,5 élèves. En 2013, ce nombre était tombé à 22,6 élèves. En raison du manque de salles de classe, le district de Griesbach im Rottal a construit un bâtiment provisoire où 179 élèves ont été scolarisés en 1949/50. L'école a été reconnue par l'État en 1957 et nationalisée en 1958. En 1960, l'établissement a emménagé dans un nouveau bâtiment construit par l'association Zweckverband Oberrealschule Pocking. Un agrandissement a été réalisé entre 1965 et 1967, et avec l'introduction du cycle supérieur (Kollegstufe) en 1971, un autre bâtiment a été ajouté pour répondre aux besoins de l'enseignement secondaire supérieur.

### Patronyme

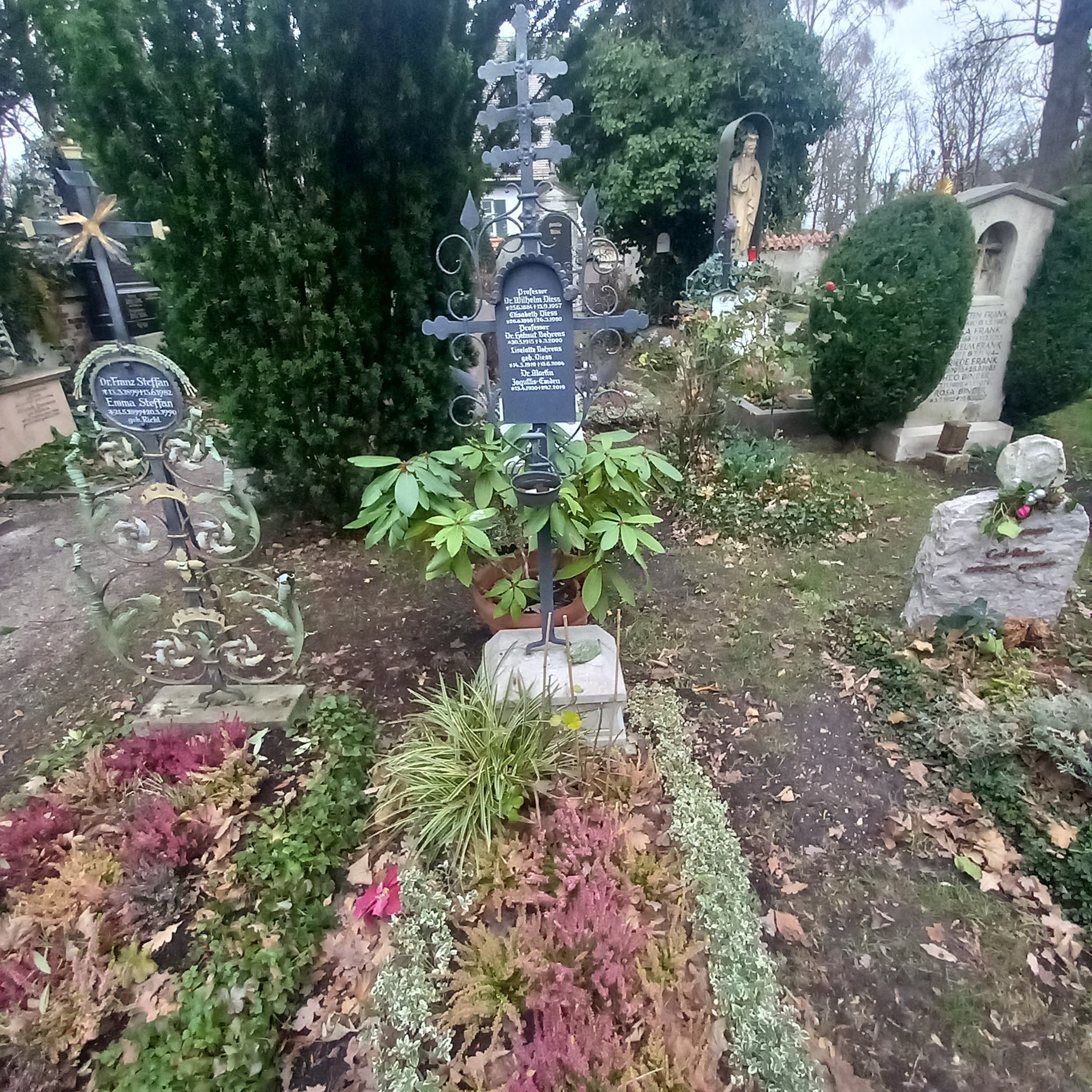
Photographie de la tombe de Wilhelm Diess au cimetière de Bogenhausen à Munich, prise en 2023.

En 1986, l'école a été nommée Lycée Wilhelm-Diess de Pocking, en l'honneur de l'écrivain, poète, juriste et directeur de théâtre Wilhelm Diess, qui a grandi à Pocking.
Dans le hall d'entrée du lycée, une plaque commémorative en bronze, réalisée par la sculptrice Ursula Kemser-Diess, fille de Wilhelm Diess, a été dévoilée lors des célébrations de l'attribution du nom. Elle porte la citation suivante du parrain de l'école :
« {{{1}}} »

### Locaux d'enseignement actuels
Le 7 août 1995, la première pierre du nouveau bâtiment situé au Dr.-Karl-Weiß-Platz 2 a été posée, et depuis 1997, les cours ont lieu dans les nouveaux locaux.

### Chronologie des directeurs
Depuis la fondation du lycée, les personnes suivantes ont occupé le poste de directeur :
| Directeur | Wilhelm Pliquett | Therese Sachenbacher | Robert Ledermann | Otto Kunzfeld | Franz Ullmann | Bertram Zollitsch | Bernd-Michael Lipke | Martin Thalhammer | Stefan Stadler |
| Période   | 1948–1952        | 1952–1953            | 1953–1959        | 1959–1975     | 1975–1996     | 1996–2002         | 2002–2011           | 2011–2024         | depuis 2024    |

## Profil de l'école

### Filières proposées
À partir de la 6e année (après l'apprentissage obligatoire de l'anglais en 5e année), les élèves peuvent choisir comme deuxième langue étrangère le latin ou le français. Si le latin est choisi, les élèves doivent opter en 8e année entre la filière scientifique-technologique et la filière linguistique. Si le français est choisi comme deuxième langue, seule la filière scientifique-technologique est possible. À partir de la 11e année, la deuxième langue étrangère peut être remplacée par l'espagnol, mais ce choix doit être fait dès la 10e année. Les élèves qui choisissent l'espagnol doivent obligatoirement poursuivre cette matière jusqu'en 13e année.
Dans la filière linguistique, le français est enseigné comme troisième langue étrangère à partir de la 8e année. Dans la filière scientifique-technologique, l'accent est mis sur la physique, la chimie et l'informatique.

### Matières proposées
Les matières suivantes sont enseignées au Lycée Wilhelm-Diess de Pocking selon les niveaux :
| Matière                                         | Niveaux                                               |
| ----------------------------------------------- | ----------------------------------------------------- |
| Biologie                                        | 8–10                                                  |
| Chimie                                          | 8–11                                                  |
| Allemand                                        | 5–11, obligatoire en 12–13                            |
| Anglais                                         | 5–11                                                  |
| Français                                        | 6–11                                                  |
| Géographie                                      | 5, 7, 10 et 11                                        |
| Histoire                                        | 6–11, obligatoire en 12–13                            |
| Informatique                                    | 9–11 (filière linguistique uniquement en 11)          |
| Arts plastiques                                 | 5–10, 11 arts ou musique, puis choix en 12–13         |
| Latin                                           | 6–11                                                  |
| Mathématiques                                   | 5–11, obligatoire en 12–13                            |
| Musique                                         | 5–10, 11 musique ou arts, puis choix en 12–13         |
| Sciences naturelles et technologie              | 5–7                                                   |
| Religion (catholique ou protestante) ou Éthique | 5–11, obligatoire en 12–13                            |
| Espagnol                                        | 11, obligatoire en 12–13 si choisi l'année précédente |
| Sport                                           | 5–11, obligatoire en 12–13                            |
| Économie et droit                               | 10–11                                                 |

### Classe d'introduction
Depuis 2021, l'école propose également une classe d'introduction. Cette classe permet aux élèves ayant un diplôme de fin d'études secondaires d'obtenir en trois ans le baccalauréat général. Dans ce cas, l'espagnol est obligatoire comme langue étrangère tardive pour les élèves n'ayant appris que l'anglais au collège. Ceux qui ont déjà étudié le français comme deuxième langue (filière IIIa au collège) peuvent continuer cette langue ou choisir l'espagnol,.

### Cycle supérieur
Toutes les matières, sauf l'allemand et les mathématiques (enseignées comme matières principales), peuvent être choisies en cycle supérieur (Qualifikationsphase) selon les règles du lycée en Bavière, soit en niveau de base, soit en niveau avancé (avec une seule matière à choisir à ce niveau). Les règles concernant les matières obligatoires et optionnelles doivent être respectées.

### Activités extrascolaires

#### École à journée continue
En 2012, l'École à journée continue (OGS) a été mise en place pour les classes de 5e à 10e année,. Ce service gratuit permet aux élèves de faire leurs devoirs et de se préparer aux cours dans un environnement adapté, avec le soutien de pédagogues et d'encadrants.

#### Concours
Le Lycée Wilhelm-Diess de Pocking organise chaque année des concours comme le Kangourou des mathématiques. Étant une école à orientation scientifique, d'autres concours liés aux disciplines MINT sont organisés, notamment le concours annuel Castor informatique.

#### Observatoire scolaire
Le lycée dispose d'un observatoire scolaire où des modules d'enseignement en astrophysique, des séminaires et des cours optionnels permettent d'acquérir des connaissances en astronomie. Des soirées d'observation publiques, par exemple lors de la Journée de l'astronomie, sont également organisées pour le grand public,.

#### Voyages scolaires
Des voyages scolaires éducatifs sont proposés tout au long de la scolarité. En 5e année, un voyage dans un centre de vacances éducatif favorise la cohésion du groupe, suivi d'un stage de ski. Les années suivantes, des échanges linguistiques sont proposés,. À partir de la 10e année, l'accent est mis sur l'histoire, comme lors du voyage en Saxe, où les élèves visitent le mémorial de la Stasi à Bautzen pour comprendre les progrès de la Réunification allemande. En 11e année, la semaine scientifique aborde des thèmes comme le changement climatique et les mesures à prendre, en collaboration avec des experts. Un voyage à Berlin est également organisé cette année-là.

#### Salon de l'orientation
Depuis le 9 février 2012, le salon de l'orientation horizont [sic] a lieu chaque année au Lycée Wilhelm-Diess de Pocking, où des entreprises et organisations publiques de l'arrondissement de Passau présentent des perspectives professionnelles aux lycéens. La participation est obligatoire pour les élèves de 10e et 12e année. Les élèves de 11e année et tous ceux qui ne sont pas concernés, ainsi que les parents et amis du lycée, sont également invités.

## Littérature
- Festschrift des Gymnasiums Pocking zur Namensverleihung, Pocking, 1986.
- Festschrift zum 50-jährigen Jubiläum, Pocking, 1998.
- Festschrift zum 75-jährigen Bestehen, Pocking, 2023.